# Blomsterananas
Blomsterananas (Aechmea fasciata) är en art i familjen ananasväxter som ursprungligen kommer från Brasiliens tropiska skogar, nära Rio de Janeiro. Den odlas som krukväxt i Sverige.
Blomsterananas är en långsamt växande växt med jämnbreda blad som bildar en stor bladrosett, som i sin tur skapar en djup tratt i mitten. Bladen är grågröna, hårda och har en taggig kant. Då blomning sker så växer en rosa blomstängel upp ur den tratt som bladrosetten bildar. Mellan de rosa högbladen utvecklas små violetta blommor, även om det är högbladen som utgör den huvudsakliga dekorationen. Dessa kan finnas kvar i flera månader, medan de regelrätta blommorna blommar över ganska snabbt. Varje bladrosett blommar bara en gång, men innan den vissnar ner bildas minst ett sidoskott som blommar efter ett par år.

## Varieteter
Fyra varieteter urskiljs:
- var. fasciata - bladen saknar gul mistrimma, purpur ton och är inte blådaggiga.
- var. flavivittata Reitz, 1981 - bladen har en gul mittstrimma.
- var. pruinosa Reitz, 1981 - bladen är blådaggiga.
- var. purpurea (Guillon) Mez, 1934 - bladen har en purpur ton.

Det vetenskapliga namnet Aechmea kommer från grekiskan aikhme och betyder lansspets, vilket kan syfta på bladens taggar såväl som blomställningen. Fasciata betyder bandförsedd och syftar på bladens tvärband.

## Sorter (urval)
- 'Frost' - bladen saknar taggar.
- 'Primera' - har tagglösa blad och purpurröda högblad. Patenterad. Förädlad av C. Skotak.

Arten har också hybridiserats med andra arter:
- 'Baton' - (A. nudicaulis 'Albomarginate' × A. fasciata 'Purpurea'). Bladen är rödgröna och blomställningen röd. Förädlad av V. Przetocki.
- 'Charles Hodgson' - (A. recurvata × A. fasciata) - tandade gröna blad och rosaröda blomställningar. Förädlad av C. Hodgson, 1950.

## Odling
Blomsterananas bör placeras på en ljus och solig plats och den tål även direkt sol, men för att undvika brännskador på bladen kan det vara klokt att skydda plantan mot den hetaste sommarsolen. I sin naturliga förekomst är blomsterananas en epifyt, och slår rot i grenklykor och liknande. Näring och vatten tillgodogör den sig ovanifrån genom nedfallande växtdelar som förmultnar samt regnvatten, därför har den ett ganska klent rotsystem. Tratten utgör en vattenreservoar, så dessa växter klarar sig därför med förhållandevis liten jordvolym, men jorden måste vara mycket väl dränerad. Den bör få rikligt med vatten vid varje vattning, men bör få torka upp ordentligt mellan vattningarna. Däremot kan det finnas kvar vatten i själva tratten. Ett tillskott av växtnäring räcker med ett par gånger under växtperioden och inte alls under vintern. 

## Synonymer
- var. fasciata
  - Billbergia fasciata Lindley, 1828
  - Hohenbergia fasciata (Lindley) Schultes f., 1830
  - Billbergia rhodocyanea Lemaire, 1847
  - Hoplophytum fasciatum (Lindley) Beer, 1856
  - Billbergia glaziovii Regel, 1885
  - Aechmea leopoldii hortus ex Baker, 1889
  - Aechmea hamata Mez, 1892
  - Aechmea rhodocyanea Wawra ex Mez, 1896
  - Quesnelia rhodocyanea Wawra ex Mez, 1896
  - Platyaechmea fasciata (Lindley) L.B. Smith & W.J. Kress, 1989
- var. flavivittata
  - Platyaechmea fasciata var. flavivittata (Reitz) L.B. Smith & W.J. Kress, 1989
- var. pruinosa
  - Platyaechmea fasciata var. pruinosa (Reitz) L.B. Smith & W.J. Kress, 1989
- var. purpurea
  - Billbergia rhodocyanea var. purpurea Guillon, 1883
  - Platyaechmea fasciata var. purpurea (Guillon) L.B. Smith & W.J. Kress, 1989